# Chuhei Nambu
Chuhei Nambu (Sapporo, 27 de maio de 1904 – Osaka, 23 de julho de 1997) foi um atleta japonês, campeão olímpico do salto triplo e o único atleta até hoje a quebrar os recordes mundiais do salto triplo e do salto em distância.
Natural de Sapporo, uma cidade de clima frio no norte do Japão, na juventude ele tentava praticar o atletismo em locais fechados. Na verdade, ele foi proibido de entrar em diversas lojas de departamento, porque ficava correndo para cima e para baixo nas escadas, incomodando os outros clientes.
Os primeiros resultados de destaque de Nambu aconteceram no final da década de 1920 e ele integrou a equipe japonesa de atletismo nos Jogos Olímpicos de Amsterdã, em 1928, onde não teve resultados expressivos, mas viu seu compatriota Mikio Oda ser o campeão olímpico do salto triplo, prova em que ficou no quarto lugar.
Seu momento como grande atleta internacional chegou em 1931, quando quebrou o recorde mundial do salto em distância, com 7m98, marca que foi batida por Jesse Owens quatro anos depois, mas durou até os anos 70 como recorde asiático.
No ano seguinte, nos Jogos Olímpicos de Los Angeles, ele entrava para a história do atletismo ao conquistar a medalha de ouro no salto triplo com nova marca mundial (15m72), o que fazia dele então o único no mundo a ser recordista mundial dos dois saltos, o que se mantém até hoje. Na mesma Olimpíada, também ganhou o bronze no salto em distância, do qual detinha o recorde.

## Carreira profissional
Após encerrar a carreira no atletismo, ele tornou-se jornalista esportivo mas manteve-se ativo no esporte, trabalhando com técnico-chefe da Associação Esportiva Japonesa e chefe da delegação japonesa aos Jogos Olímpicos de Tóquio, em 1964. Em 1992, aos 88 anos, foi condecorado com a Ordem Olímpica pelo Comitê Olímpico Internacional.
Morreu em 1997, aos 93 anos, de pneumonia, em sua casa em Osaka.